# 分子シミュレーション
分子シミュレーション（ぶんしシミュレーション）は、何らかの物理現象や物質が持つ物性などを分子の動きを数値計算することにより解析する試みのことである。化学や物性物理の分野で主に用いられ、実験と両輪をなすものである。また、複雑で多量な計算を必要とすることが多いため計算機を用いて計算させることが一般的である。
計算の中で考慮した全分子の位置座標、速度、分子間の相互作用、外場の影響などを全て記録し、その変化を追跡できるため、分子間の相互作用などのミクロな物性の寄与が大きい物理現象や、対象とする物質が持つ物性が分子レベルではどういった起源を持つのかといったことに関心を寄せる化学や物性物理に支持されている。
計算の規模は小さい場合は分子数個、大きい場合でおよそ1万個程度が目安となる。これは水分子で考えた場合、大きな系でせいぜい3×10−19グラム分ということになる。現実生活で我々が扱う量からすれば大変小さく感じるが、現実にある現象などを記述するにはこの程度の系で充分であることが多い。

## 特徴

### メリット
分子シミュレーションを行い解析することが優位になる点は、
1. コストが小さく済むこと
2. 計算中に人の関与を必要としないこと
3. 安全であること
4. 詳細な解析データを得られること

などが挙げられる。
1から3は人間という最も高価で汎用性が高いリソースを使わないですむ、人間に取って代わる意味でのメリットである。4は実験では分析機器の制約から得られないデータが得られるため、実験に取って代わる意味でのメリットと言える。

### デメリット
一方、分子シミュレーションの苦手とする点は、
1. 結果が出るのに時間がかかる
2. モデル誤差があり現実からいくらかずれる
3. 計算機の進歩により数年前のデータが陳腐化する

などが挙げられる。
1のデメリットは、現実では1秒に相当する時間分の動きが計算に1年かかるといったことが珍しくない、という程の大きさである。2は常に意識しておかねばならない点で、モデル誤差をどう解消するかという努力と、その誤差とどう付き合うか（シミュレーションは必ずしも、現実をピタリと再現することだけが重要なわけではない）を模索する努力のどちらかを必要とする。3は分子シミュレーションが一般的となってからおよそ30年は続いている現実である。計算リソースの限界に挑んだようなデータが、数年後には近似が粗すぎるために使い勝手の悪いデータに成り下がるといったことがままある。

## 分子シミュレーション法
- 分子動力学法
- モンテカルロ法

## 参考
以下は分子を構成粒子としたシミュレーションではないが、同様にナノ-マイクロオーダーの粒子を対象とした化学、物性物理的なシミュレーションである。
- ブラウン動力学法
- 粒子要素法

## 関連図書
- 上田顕：「分子シミュレーション：古典系から量子系手法まで」、裳華房、ISBN 4-7853-1534-2 (2003年10月25日).
- David J. Tannor：「入門　量子ダイナミクス：時間依存の量子力学を中心に <上>」、化学同人、ISBN 978-4-7598-1459-0 (2011年8月25日).
- David J. Tannor：「入門　量子ダイナミクス：時間依存の量子力学を中心に <下>」、化学同人、ISBN 978-4-7598-1460-6 (2012年3月15日).